# Робинзон Крузо (филм, 1954)
 Тази статия е за филма от 1954 г..  За други значения вижте Робинзон Крузо.  
„Робинзон Крузо“ (на английски: Robinson Crusoe) е мексикански приключенски филм от 1954 година на режисьора Луис Бунюел по негов сценарий в съавторство с Хюго Бътлър.
Филмът е направен по едноменното произведение на Даниел Дефо.
През 1955 г. е номиниран за Оскар за най-добра мъжка роля – Дан О'Херлихи (Dan O'Herlihy).
Същата година е номиниран за най-добър филм и от Британската академия по филмови и телевизионни изкуства (BAFTA).
През 1956 г. е номиниран и печели няколко награди Ариел от Мексиканската филмова академия (за най-добра режисура, най-добра поддържаща роля, най-добър сценарий и др.).